# Georg Conrad Jung

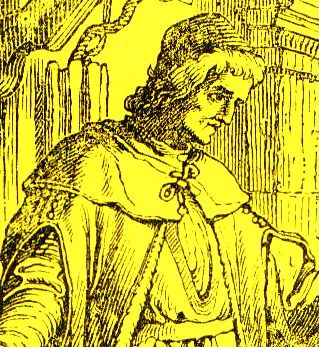
Georg Conrad Jung

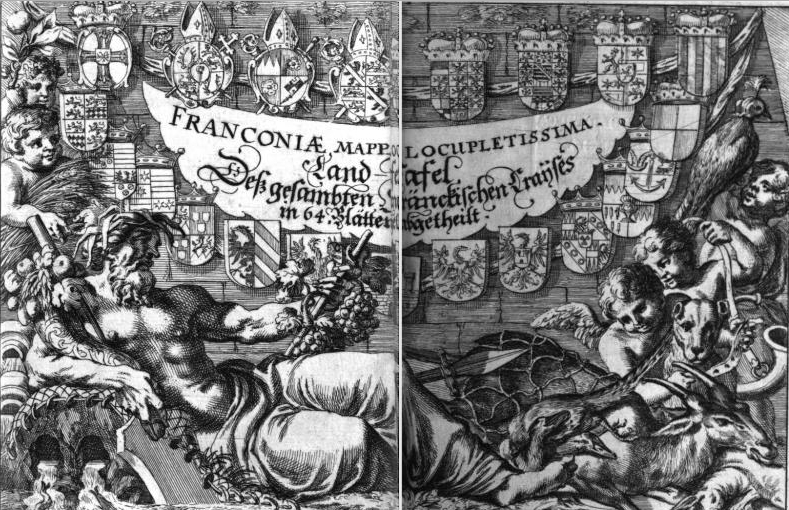
Auszug aus „S.R.IMP. Circuli Franconici Geographica Delineatio“ (1692) von Georg Conrad Jung und Wolfgang Moritz Endter

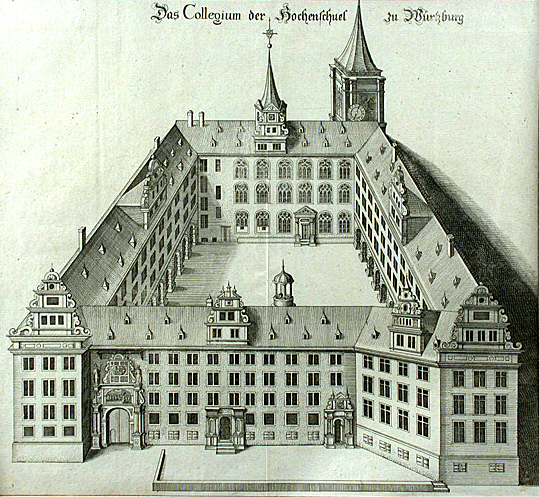
Alte Universität Würzburg, „Collegium der Hochenschuel zu Würzburg“, an der Georg Conrad Jung lange Zeit war

Georg Conrad Jung (* 1612 in Rothenburg ob der Tauber; † 16. September 1691 in Hoheim bei Kitzingen) war ein deutscher Drucker, Maler, Kupferstecher, Geograph und Kartograph. Er brachte zusammen mit seinem Vater Johann Georg Jung (* 1583; † nach 1641) die erste Straßenkarte Mitteleuropas heraus.

## Leben
Geboren wurde er als Sohn des Kartographen Johann Georg Jung und der Tuchmacherstochter Barbara Wolf. Sein Vater gründete eine kartographische Werkstatt in Rothenburg ob der Tauber, nachdem er 1607 das dortige Bürgerrecht erworben hatte. Sie arbeiteten bis zum Tode seines Vaters 1641 zusammen.
Zusammen veröffentlichten sie 1639 eine handgezeichnete Karte des Hochstiftes Würzburg (Maßstab 1:300000).
Im Jahre 1641 schufen sie in ihrem Atelier die erste kartographische Straßenkarte von Deutschland Nobilissimis Amplissimis Consultissimis viris Dominis D. Consultbus, Totiquae Senatui inclytae Reipublicae Noribergensis Dedicabant John Georgius, et Georgius Conradus Jungii Rotenburgo Tubernj totius GERMANIA 1641.
Im selben Jahr stellten sie die Deutsche Reisekarte oder Totius Germaniae Novum Itinerarium als Kupferstich 41,8 X 56,0 cm im Maßstab 1:2300000 fertig. Die erste umfassende Straßenkarte von Mitteleuropa, die Deutschland, die Niederlande, die Schweiz, Böhmen und Provinzen von Frankreich, Italien und Polen abdeckt.'
Zur weiteren Ausbildung in der zeitgenössischen Geographie ging Georg Conrad Jung an das Collegium der Hochschule zu Würzburg (heute: Julius-Maximilians-Universität Würzburg). Er diskutierte dort mit Würzburger Patriziern und Intellektuellen. Er blieb dem Collegium viele Jahre verbunden und führte 1669 die kartographischen Arbeiten für die gesamte Provinz von Würzburg durch.
Im Jahre 1673 schafft Jung die Newe Description Des Hertzogthumb Zu Francken Sambt Andern Daran stossenten Bischoff- undt Furstenhumben, Graff, undt Freyen Herrschafften Zu Sonderbahren Ehren Praesentiert Von Georg Conrad Jungen Hohheim bey Kitzing Ad. 1673 (Größe 47,4 bis 65,0 cm, Maßstab 1:235 000).
Mit Georg Christoph Eimmart veröffentlichte der Kartograph 1690 Tabula Nova Circuli Franconici, cum omnibus suis limitibus ab Anno 38. huiusd. Seculi Constructa, 3. post annis / evulgata per Ioh. Georg. et Georg. Conr. Iungios, fratres ... Latiori fronte in partes quatuor divisa, recenter edita et aucta per G. C. E 1690.
Im Jahr 1692 veröffentlichte er mit Wolfgang Moritz Endter (1653–1723) S. R. Imp. Circuli Franconici Geographica Delineatio in 64. Tabelln. (Wolfgang Moritz Endter wurde in der wissenschaftlichen Gemeinschaft von Nürnberg bekannt, als er im Jahr 1689 zusammen mit Johann Christoph Sturm das Werk Mathesis Enucleata herausbrachte).